# 백상예술대상
《백상예술대상》(百想藝術大賞)은 중앙그룹에서 주최하는 대한민국의 대표적인 종합 예술상으로 1965년 1회를 시작으로 2025년 현재 61회까지 진행했다. 당초 일간스포츠에서 주최했지만 일간스포츠가 KG그룹에 매각되자 주최사가 중앙그룹으로 변경됐다. 상 이름은 1954년 한국일보를 창립한 장기영의 호인 백상(百想)에서 따온 것이다.
매년 봄에 실시되며, 대중문화 예술의 시상 대상은 전년도 시상식 다음 달부터 그 해 시상식 전 달까지 상영, 방영된 대중문화 작품 가운데 영화, 방송 부문의 작품을 심사대상으로 한다.
1965년부터 1973년까지는 영화와 연극 부문에만 시상하다가 1974년부터 TV 부문을 신설했으며, 2002년 시상식부터 연극 부문을 제외하고 영화와 TV만을 대상으로 진행했다. 또한 1983년(19회)까지는 한국연극영화예술상, 1985년(21회)까지는 한국연극영화TV예술상, 1986년(22회) 때는 한국백상예술대상으로 명칭이 바뀌었다가, 1987년(23회)부터 백상예술대상으로 변경되어 지금에 이르렀다. 그리고 주최측인 일간스포츠가 한국일보에서 중앙일보로 매각된 2006년 이후에는 중앙일보 문화사업이 주관하고 있으며 2012년 이후 방송은 JTBC 계열 채널에서 한다. 2020년(56회)부터는 연극 부문 시상이 다시 이루어졌으며, TV 부문에서는 일반 지상파, 케이블, 종편 프로그램 외 OTT 콘텐츠 프로그램이 수상작 후보에 오르면서 다양한 변화를 시도하고 있다는 평을 받고 있다. 이러한 변화에 맞춰 2025년(61회)부터는 'TV 부문'의 이름을 '방송 부문'으로 변경하여 시상식을 진행하고 있다.

## 시상 부문
| 상               | 수상자 선정                                              |
| ---------------- | -------------------------------------------------------- |
| 대상             | 영화 · 방송 부문 각 1편 혹은 각 1명                      |
| 작품상           | 영화 부문 1편, 방송 부문 3편 (드라마, 예능, 교양 각 1편) |
| 백상 연극상      | 연극 부문 각 1편 혹은 각 1명                             |
| 감독/연출상      | 영화 · 방송 부문 각 1편                                  |
| 최우수연기상     | 영화 · 방송 · 연극 부문 남녀 각 1명                      |
| 조연상           | 영화 · 방송 · 연극 부문 남녀 각 1명                      |
| 예능상           | 남녀별 각 1명 (비 드라마 부문)                           |
| 시나리오/극본상  | 영화 · 방송 부문 각 1명                                  |
| 예술상           | 영화 · 방송 부문 각 1명                                  |
| 신인 감독/연출상 | 영화 · 방송 부문 각 1명                                  |
| 신인연기상       | 영화 · 방송 부문 남녀 각 1명                             |
| 인기상           | 영화 · 방송 부문 남녀 각 1명                             |
| 젊은 연극상      | 연극 부문 각 1명                                         |

## 중계 방송사
| 연도                                     | 방송 채널   |
| ---------------------------------------- | ----------- |
| 1990년, 1998년, 2000년                   | 방송사 없음 |
| 1991년 ~ 1997년, 1999년, 2001년 ~ 2003년 | MBC         |
| 2004년 ~ 2009년                          | SBS         |
| 2010년 ~ 2011년                          | KBS2        |
| 2012년 ~                                 | JTBC        |

## 진행자 및 축하 공연
| 회차   | 일시            | 진행자                 | 축하 공연                                      | 장소 협조                  |
| ------ | --------------- | ---------------------- | ---------------------------------------------- | -------------------------- |
| 제1회  | 1965년 1월 18일 |                        |                                                | 서울 시민회관              |
| 제2회  | 1966년 1월 25일 |                        |                                                | 서울 시민회관              |
| 제3회  | 1967년 1월 26일 |                        |                                                | 서울 시민회관              |
| 제4회  | 1968년 1월 18일 |                        |                                                | 서울 시민회관              |
| 제5회  | 1969년 1월 29일 |                        |                                                | 서울 시민회관              |
| 제6회  | 1970년 1월 27일 |                        |                                                | 서울 시민회관              |
| 제7회  | 1971년          |                        |                                                |                            |
| 제8회  | 1972년 1월 20일 |                        |                                                | 서울 시민회관              |
| 제9회  | 1973년 1월 26일 |                        |                                                | 국립극장                   |
| 제10회 | 1974년 1월 25일 |                        |                                                | 드라마센터                 |
| 제11회 | 1975년 1월 23일 |                        |                                                | 명동예술극장               |
| 제12회 | 1976년 3월 16일 |                        |                                                | 서울 시민회관 별관         |
| 제13회 | 1977년 4월 20일 |                        |                                                | 서울 시민회관 별관         |
| 제14회 | 1978년 4월 12일 |                        |                                                | 서울 시민회관 별관         |
| 제15회 | 1979년 4월 18일 |                        |                                                | 세종문화회관               |
| 제16회 | 1980년 4월 15일 |                        |                                                | 세종문화회관 별관          |
| 제17회 | 1981년 4월 24일 |                        |                                                | 국립극장 대극장            |
| 제18회 | 1982년 4월 13일 |                        |                                                | 롯데호텔 (서울)            |
| 제19회 | 1983년 4월 15일 |                        |                                                | 롯데호텔 (서울)            |
| 제20회 | 1984년 4월 4일  |                        |                                                | 롯데호텔 (서울)            |
| 제21회 | 1985년 4월 4일  |                        |                                                | 롯데호텔 (서울)            |
| 제22회 | 1986년 3월 21일 |                        |                                                | 롯데호텔 (서울)            |
| 제23회 | 1987년 3월 20일 |                        |                                                | 힐튼호텔 (서울)            |
| 제24회 | 1988년 3월 26일 |                        |                                                | 힐튼호텔 (서울)            |
| 제25회 | 1989년 4월 1일  |                        |                                                | 힐튼호텔 (서울)            |
| 제26회 | 1990년 4월 6일  |                        |                                                | 힐튼호텔 (서울)            |
| 제27회 | 1991년 4월 30일 |                        |                                                |                            |
| 제28회 | 1992년 3월 19일 |                        |                                                | 힐튼호텔 (서울)            |
| 제29회 | 1993년 3월 19일 |                        |                                                | 힐튼호텔 (서울)            |
| 제30회 | 1994년 3월 18일 |                        |                                                | 힐튼호텔 (서울)            |
| 제31회 | 1995년 3월 23일 | 한선교, 궁선영         |                                                | 힐튼호텔 (서울)            |
| 제32회 | 1996년 3월 29일 |                        |                                                | 힐튼호텔 (서울)            |
| 제33회 | 1997년 3월 24일 |                        |                                                | 힐튼호텔 (서울)            |
| 제34회 | 1998년 4월 6일  |                        |                                                | 한국일보사 강당            |
| 제35회 | 1999년 4월 3일  |                        |                                                | 리틀엔젤스 예술회관        |
| 제36회 | 2000년 4월 1일  |                        |                                                | 리틀엔젤스 예술회관        |
| 제37회 | 2001년 3월 29일 | 신동호, 이승연         |                                                | 세종문화회관 대강당        |
| 제38회 | 2002년 3월 13일 | 신동호, 소유진         |                                                | 세종문화회관 대강당        |
| 제39회 | 2003년 3월 26일 | 신동호, 장서희         |                                                | 국립극장 해오름극장        |
| 제40회 | 2004년 3월 26일 | 유정현, 하지원         |                                                | 리틀엔젤스 예술회관        |
| 제41회 | 2005년 5월 20일 | 박수홍, 이혜승         |                                                | 리틀엔젤스 예술회관        |
| 제42회 | 2006년 4월 14일 | 신동엽, 윤현진, 정지영 |                                                | 국립극장 해오름극장        |
| 제43회 | 2007년 4월 25일 | 이휘재, 윤현진         |                                                | 국립극장 해오름극장        |
| 제44회 | 2008년 4월 24일 | 박용하, 박은경         |                                                | 국립극장 해오름극장        |
| 제45회 | 2009년 2월 27일 | 탁재훈, 정미선         |                                                | 올림픽공원 올림픽홀        |
| 제46회 | 2010년 3월 26일 | 이휘재, 김아중         |                                                | 국립극장 해오름극장        |
| 제47회 | 2011년 5월 26일 | 류시원, 김아중         |                                                | 경희대학교 평화의 전당     |
| 제48회 | 2012년 4월 26일 | 이휘재, 김아중         |                                                | 올림픽공원 올림픽홀        |
| 제49회 | 2013년 5월 9일  | 오상진, 김아중, 주원   |                                                | 경희대학교 평화의 전당     |
| 제50회 | 2014년 5월 27일 | 신동엽, 김아중         | EXO-K, 린                                      | 경희대학교 평화의 전당     |
| 제51회 | 2015년 5월 26일 | 신동엽, 김아중, 주원   | 박진영, 정용화                                 | 경희대학교 평화의 전당     |
| 제52회 | 2016년 6월 3일  | 신동엽, 수지           | 김필, 효린, 전인권                             | 경희대학교 평화의 전당     |
| 제53회 | 2017년 5월 3일  | 박중훈, 수지           | 33명의 단역 배우                               | 삼성동 코엑스 D홀          |
| 제54회 | 2018년 5월 3일  | 신동엽, 수지, 박보검   | 김주원, 정영재                                 | 삼성동 코엑스 D홀          |
| 제55회 | 2019년 5월 1일  | 신동엽, 수지, 박보검   | 잔나비, 류준열                                 | 삼성동 코엑스 D홀          |
| 제56회 | 2020년 6월 5일  | 신동엽, 수지, 박보검   | 김강훈, 정현준, 김규리, 최유리, 김준           | 일산 킨텍스                |
| 제57회 | 2021년 5월 13일 | 신동엽, 수지           | 최백호, 이도현                                 | 일산 킨텍스                |
| 제58회 | 2022년 5월 6일  | 신동엽, 수지, 박보검   | 《뜨거운 싱어즈》 팀                           | 일산 킨텍스                |
| 제59회 | 2023년 4월 28일 | 신동엽, 수지, 박보검   | 박진영, 김시은, 오지율, 김정영, 임지호, 강현오 | 인천 파라다이스시티 플라자 |
| 제60회 | 2024년 5월 7일  | 신동엽, 수지, 박보검   | UV, 이순재                                     | 삼성동 코엑스 D홀          |
| 제61회 | 2025년 5월 5일  | 신동엽, 수지, 박보검   | 9명의 아역 배우 21명의 스태프                  | 삼성동 코엑스 D홀          |